# Náhuatl en Estados Unidos
El náhuatl en Estados Unidos es hablado principalmente por los inmigrantes mexicanos provenientes de comunidades indígenas y los chicanos que estudian y hablan el idioma mexicano como segunda lengua. A pesar de no haber un censo oficial del idioma en el país norteamericano, se estima que hay alrededor de 140,800 nahuahablantes. Durante las últimas décadas, en Estados Unidos se han llevado a cabo muchas iniciativas educativas destinadas a enseñar el náhuatl como lengua de herencia cultural.
Gracias a fuentes de primera mano recabadas durante varias décadas, se sabe que hay comunidades nahuas en las ciudades de Los Ángeles, Houston, Chicago, Atlanta y Riverside, siendo en las dos primeras (conocidas como las "capitales migratorias nahuas", ya que fueron establecidas como referentes internacionales de la región nahua desde los años 80) donde se han consolidado redes comunitarias. En California, el náhuatl es la cuarta lengua autóctona de México que más está presente en la agricultura del estado, por detrás del mixteco, el zapoteco y el triqui.
El Estudio de Trabajadores Agrícolas Indígenas de California (IFS) estima en base a la Encuesta a Comunidades Indígenas en California (ICS) que, tan solo en las localidades rurales de ese estado, viven cerca de 165 mil mexicanos hablantes de alguna lengua indígena proveniente de los estados de Oaxaca (zapoteco, mixteco, mazateco, mixe, triqui), Guerrero (náhuatl, mixteco, tlapaneco, amuzgo), Puebla (náhuatl, totonaco) y Michoacán (purépecha, náhuatl), principalmente. Sin embargo, no se especifica la cantidad de hablantes de cada idioma y tampoco se incluye a la población hablante en zonas urbanas.

## Enseñanza del idioma
Muchas universidades, centros y escuelas en Estados Unidos ofrecen clases de náhuatl. La primera universidad en comenzar un programa de enseñanza fue la Universidad Yale, en 1998. La Universidad de Utah es una de las varias instituciones académicas en los Estados Unidos que enseñan náhuatl de manera regular. También hay profesores nahuatlatos que imparten clases del idioma en la Universidad de Texas. El Latin American Institute de la Universidad de California en Los Ángeles tiene un programa de clases en náhuatl. La Universidad de Arizona ofrece desde 2020 la materia del idioma, impartida por un hablante nativo desde la Universidad Nacional Autónoma de México.
Una escuela autónoma en Lynwood ofrece clases de náhuatl a sus estudiantes de secundaria, gracias a un estudiante graduado de la UCLA. Además, un hablante de náhuatl como lengua materna ha estado impartiendo clases de náhuatl durante 26 años en una iglesia local en Santa Ana. Otra institución educativa, la Academia Semillas del Pueblo, es una escuela autónoma en Los Ángeles donde se enseña el idioma y la cultura nahua a estudiantes de todas las edades.

## Uso del idioma
Históricamente, comenzó a haber por primera vez comunidades nahuahablantes en lo que hoy es Estados Unidos a partir de la colonización tlaxcalteca en el septentrión del Virreinato de Nueva España.
A diferencia de las demás lenguas de México que se hablan en Estados Unidos, una gran parte de los hablantes de náhuatl son los mexicano-estadounidenses. Muchos de este grupo han creado una identidad propia conectándose con la cultura mexica. Como el náhuatl se identifica como lengua de los mexicas, los chicanos lo han apropiado como símbolo de su identidad. Hay muchos que hablan el náhuatl con hablantes nativos de México y otros que prefieren solo hablarlo con otros chicanos. Asimismo, la conexión del náhuatl con su propia identidad es la razón por la que muchos de ellos tienen nombres en náhuatl.
Por otra parte, el náhuatl es usado por los reclusos en las prisiones de Nuevo México, California y otros estados para hablar en código, un tema que ha preocupado bastante a los funcionarios. En muchas prisiones de Estados Unidos, muchos chicanos se han encargado de promover el idioma dentro del sistema penitenciario (utilizándose como jerga carcelaria). Normalmente, los reclusos también usan la lengua para confundir y provocar a los guardias, como en el caso que se conoce de una reclusa reprendida por una guardia que le dice a su amiga "¿tlen ahko ika inon siwatl?" (¿qué pasa con esa mujer?). También enseñan el idioma a nuevos reclusos, y existen casos de gente de otros grupos étnicos ajenos a los mexicano-estadounidenses que terminaron aprendiendo el idioma debido a que lo escuchaban todos los días.
En New Folsom, California, el personal interceptó un diccionario de náhuatl que muestra el significado de muchas palabras que forman la jerga de los delincuentes que utilizan al hablar el idioma. De esta forma, los achkawtli (jefes) de las bandas emiten sus órdenes secretas en náhuatl para que los pitsomeh (cerdos / policías) no puedan entender lo que están haciendo. Además de estos dos términos, algunas de las palabras, variaciones y significados propios de este argot son: kalpolli (escuela), siwatl (señorita), tla (sí), ma (no), kwilonyotl (punk), ixpol (norteños), kanpol (sureños), kawayoh (heroína), makwawitl (club de guerra), malinalli (marihuana), mika (hermano), toka (informante), momo (tu mano), kimichimi (espía), tekoni (hablar), ti (tú), tlilli pol (negros), topileh (ley), towia (soldado), itstolli (arma), awilnema (coito), wel (bueno), mixchiya (esperar), mixpantsinko (saludos), yakatl (punto), pilli pol (persona pequeña), pochtekatl (traficante), oktli (pruno), kan (sur), pilli (señor) y kalli (celda).
En otoño de 2016, se filmó una escena completa de un programa de televisión estadounidense en español y náhuatl moderno, por lo que esa fue la primera vez que se escuchó el idioma mexicano en una transmisión estadounidense.